# نحب عيشة الحرية (فلم)
نحب عيشة الحرية هو فيلم دراما مصري من إخراج عادل الأعصر وتأليف يسري الجندي  ومن بطولة إلهام شاهين، ماجد المصري، هالة صدقي، خالد الصاوي، وحيد سيف وماجدة الخطيب، صدر الفيلم في 1 يناير 2001.

## نبذه
حسن شاب يحارب الاحتلال الإنجليزي، لذا تحاول الشرطة القبض عليه، فيهرب ويقابل مغنية من الغجر، فتعجب بشخصيته الفدائية، وتسانده وسرعان ما تنمو مشاعر الحب بينهما.

## طاقم العمل
- إلهام شاهين بدور أسرار الغجرية
- ماجد المصري بدور حسن
- هالة صدقي بدور فتحية
- خالد الصاوي بدور باهر
- وحيد سيف بدور تبكي باشا
- ماجدة الخطيب بدور أم هند

## وصلات خارجية
- مقالات تستعمل روابط فنية بلا صلة مع ويكي بيانات